# Vineta
Vineta o Wineta, también llamada Jumme, es una legendaria ciudad y puerto con faro, gran centro de comercio eslavo a la desembocadura del Oder, según una leyenda, hundida bajo el mar por rechazar el bautismo. Su localización geográfica no se conoce con exactitud, pero en la isla Wolin o en alguna isla cercana existía una ciudad y un centro de comercio.
También se la conoce como "Jomsborg" o "Jom". La ciudad fue destruida en el año 1173 tras un desembarco vikingo. Con toda probabilidad, fue fundada por eslavos y tenía la mayor población de Polonia del siglo X (población: en torno a 9.000 - compárese con Poznań: 4.000). No se han encontrado ruinas en la isla de Wolin (aunque de su existencia dan fe numerosas fuentes, como la Crónica de Duques y Príncipes polacos) pero se sospecha que se encuentran bajo la ciudad de Wolin de hoy en día.

## Mito
Hay varios mitos de Vineta, teniendo todos ellos en común una forma de vida excesiva, voluptuosa o blasfema de los vinetanos que luego fueron castigados por una inundación que llevó la ciudad al fondo del Báltico. En algunas variantes del mito, la ciudad o partes de ella reaparecen en ciertos días o se pueden ver desde un barco, haciendo más tangible para la audiencia la advertencia que transporta el mito.
- Datos: Q1645268
- Multimedia: Vineta (mythical city) / Q1645268